# Guillermo Maripán
Guillermo Alfonso Maripán Loaysa (Vitacura, 6 mei 1994) is een Chileense voetballer die doorgaans als verdediger speelt. Hij tekende in augustus 2019 bij AS Monaco, dat €18.000.000,- voor hem betaalde aan Deportivo Alavés. Maripán debuteerde in 2017 in het Chileens voetbalelftal.

## Carrière
Maripán doorliep vanaf 2002 de jeugdopleiding van Universidad Católica. Hiervoor debuteerde hij op 15 augustus 2012 in het eerste elftal, tijdens een met 0–3 gewonnen wedstrijd in het toernooi om de Copa Chile uit tegen Audax Italiano. Hij viel die dag in de 65e minuut in voor Kevin Harbottle. Zijn debuut in de Primera División volgde op 27 oktober 2012. Hij speelde toen de hele wedstrijd uit tegen Cobresal (2–2). Het duurde vanaf dat moment tot het seizoen 2015/16 tot Maripán basisspeler werd bij Universidad Católica. Dat jaar wonnen zijn ploeggenoten en hij de Clausura en in het volgende seizoen de Apertura. Hij speelde in 2015 zijn eerste wedstrijden in de Copa Sudamericana. In 2017 volgde zijn debuut in de Copa Libertadores.
Maripán tekende in juli 2017 een contract voor vier seizoenen bij Deportivo Alavés, de nummer negen van de Spaanse Primera División in het voorgaande seizoen.

## Clubstatistieken
| Seizoen     | Club                 | Competitie       | Competitie | Competitie | Beker | Beker | Internationaal | Internationaal | Totaal | Totaal |
| Seizoen     | Club                 | Competitie       | Wed.       | Dlp.       | Wed.  | Dlp.  | Wed.           | Dlp.           | Wed.   | Dlp.   |
| ----------- | -------------------- | ---------------- | ---------- | ---------- | ----- | ----- | -------------- | -------------- | ------ | ------ |
| 2012        | Universidad Católica | Primera División | 1          | 0          | 5     | 0     | —              | —              | 6      | 0      |
| 2013        | Universidad Católica | Primera División | 0          | 0          | 1     | 0     | —              | —              | 1      | 0      |
| 2013/14     | Universidad Católica | Primera División | 0          | 0          | 0     | 0     | —              | —              | 0      | 0      |
| 2014/15     | Universidad Católica | Primera División | 5          | 0          | 6     | 0     | 4              | 0              | 15     | 0      |
| 2015/16     | Universidad Católica | Primera División | 27         | 2          | 6     | 0     | 1              | 0              | 34     | 2      |
| 2016/17     | Universidad Católica | Primera División | 26         | 1          | 5     | 0     | 5              | 0              | 36     | 1      |
| Club totaal | Club totaal          | Club totaal      | 59         | 3          | 23    | 0     | 10             | 0              | 92     | 3      |
| 2017/18     | Deportivo Alavés     | Primera División | 19         | 0          | 3     | 0     | —              | —              | 22     | 0      |
| 2018/19     | Deportivo Alavés     | Primera División | 23         | 2          | 2     | 0     | —              | —              | 25     | 2      |
| 2019/20     | Deportivo Alavés     | Primera División | 1          | 1          | 0     | 0     | —              | —              | 1      | 1      |
| Club totaal | Club totaal          | Club totaal      | 43         | 3          | 5     | 0     | 0              | 0              | 49     | 2      |
| 2019/20     | AS Monaco            | Ligue 1          | 20         | 2          | 4     | 0     | —              | —              | 24     | 2      |
| 2020/21     | AS Monaco            | Ligue 1          | 28         | 5          | 3     | 0     | —              | —              | 31     | 5      |
| 2021/22     | AS Monaco            | Ligue 1          | 26         | 0          | 3     | 1     | 8              | 0              | 37     | 1      |
| 2022/23     | AS Monaco            | Ligue 1          | 26         | 3          | 0     | 0     | 7              | 1              | 33     | 4      |
| Club totaal | Club totaal          | Club totaal      | 100        | 10         | 10    | 1     | 15             | 1              | 125    | 12     |

Bijgewerkt t/m 20 juni 2023

## Interlandcarrière
Maripán debuteerde op 11 januari 2017 in het Chileens voetbalelftal, tijdens een oefeninterland in Nanning in het kader van de China Cup, tegen Kroatië (1–1, 5–2 winst na strafschoppen). Hij begon in de basis en speelde de hele wedstrijd. Vier dagen later speelde hij ook de met 0–1 gewonnen finale tegen IJsland van begin tot eind. Bondscoach Reinaldo Rueda nam Maripán mee naar de Copa América 2019, zijn eerste eindtoernooi. Hierop speelde hij alle zes de wedstrijden die Chili op het toernooi actief was. Maripán kwam ook uit voor Chili op de Copa América 2021. Hij was basisspeler tijdens de eerste drie groepswedstrijden, maar miste de laatste poulewedstrijd en de kwartfinale vanwege een blessure.

## Erelijst
| Kampioen Primera División | 2x | 2015/16 Clausura, 2016/17 Apertura |
| Supercopa de Chile        | 1x | 2016                               |

1 Majecki ·
2 Vanderson ·
4 Teze ·
5 Kehrer ·
6 Zakaria  ·
7 Ben Seghir ·
8 Matazo ·
9 Balogun ·
10 Golovin ·
11 Akliouche ·
12 Henrique ·
13 Mawissa ·
15 Camara ·
16 Köhn ·
17 Singo ·
18 Minamino ·
20 Ouattara ·
21 Ilenikhena ·
22 Salisu ·
27 Diatta ·
36 Embolo ·
37 Diop ·
50 Lienard ·
88 Magassa ·
Coach: Hütter
· Assistent-coach: Perrinelle